# Bolesław Wróblewski (policjant)
Bolesław Wróblewski (ur. 16 maja 1878, zm. 12 grudnia 1930) – inspektor Policji Państwowej, podpułkownik żandarmerii Wojska Polskiego.

## Życiorys
Urodził się 16 maja 1878 roku. Absolwent szkolenia policyjno-oficerskiego pod zaborem
Po zakończeniu I wojny światowej i odzyskaniu przez Polskę niepodległości wstąpił do Wojska Polskiego. Został mianowany rotmistrzem żandarmerii. 30 lipca 1920 roku został zatwierdzony z dniem 1 kwietnia 1920 roku w stopniu majora, w Korpusie Żandarmerii, w grupie oficerów byłej armii austriacko-węgierskiej. Był wówczas w Rezerwie armii.
Następnie został zweryfikowany w stopniu podpułkownika ze starszeństwem z 1 czerwca 1919 roku i 5. lokatą w korpusie oficerów rezerwowych żandarmerii. W latach 1923–1924 był oficerem rezerwowym 8 Dywizjonu Żandarmerii w Toruniu. 
Następnie wstąpił do Policji Państwowej. Mianowany inspektorem Policji. 13 października 1919 został komendantem Szkoły Policji przy Komendzie Głównej Policji Państwowej. W latach 20. kierował Grupą Inspekcyjną III w Komendzie Głównej Policji Państwowej.
Zmarł 12 grudnia 1930. Został pochowany na cmentarzu Powązkowskim w Warszawie (kwatera 154-3-10).

## Ordery i odznaczenia
- Krzyż Kawalerski Orderu Odrodzenia Polski (2 maja 1923)[10][11]